# Lars Oredsson
Lars Ored Oredsson, född 29 april 1925 i Malmö Sankt Pauli församling, Malmöhus län, död 11 januari 1984 i Vällingby församling, Stockholms län, var en svensk meteorolog. Han var son till Edvard Oredsson och hans hustru Hildur Oredsson, f. Jönsson. Lars Oredsson var far till Thomas Oredsson.
Oredsson, som var filosofie licentiat, blev e.o. meteorolog vid SMHI 1949, förste statsmeteorolog där 1961 och universitetslektor vid Stockholms universitet 1967. Han var premiärmeteorolog i den första TV-sända väderleksrapporten i Sverige 29 oktober 1954 som dock endast kunde ses i Stockholm med omnejd.